# Stephens (Automobilhersteller)

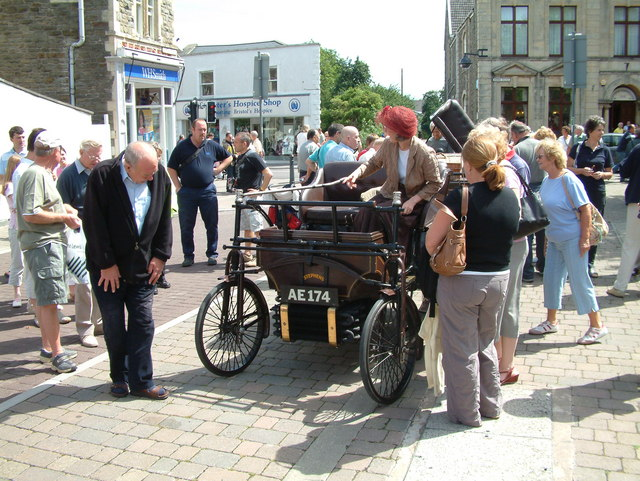
Stephens von 1898

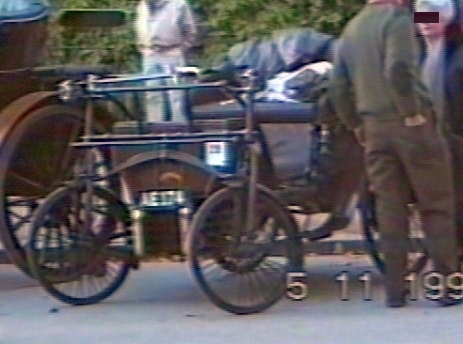
Stephens von 1898

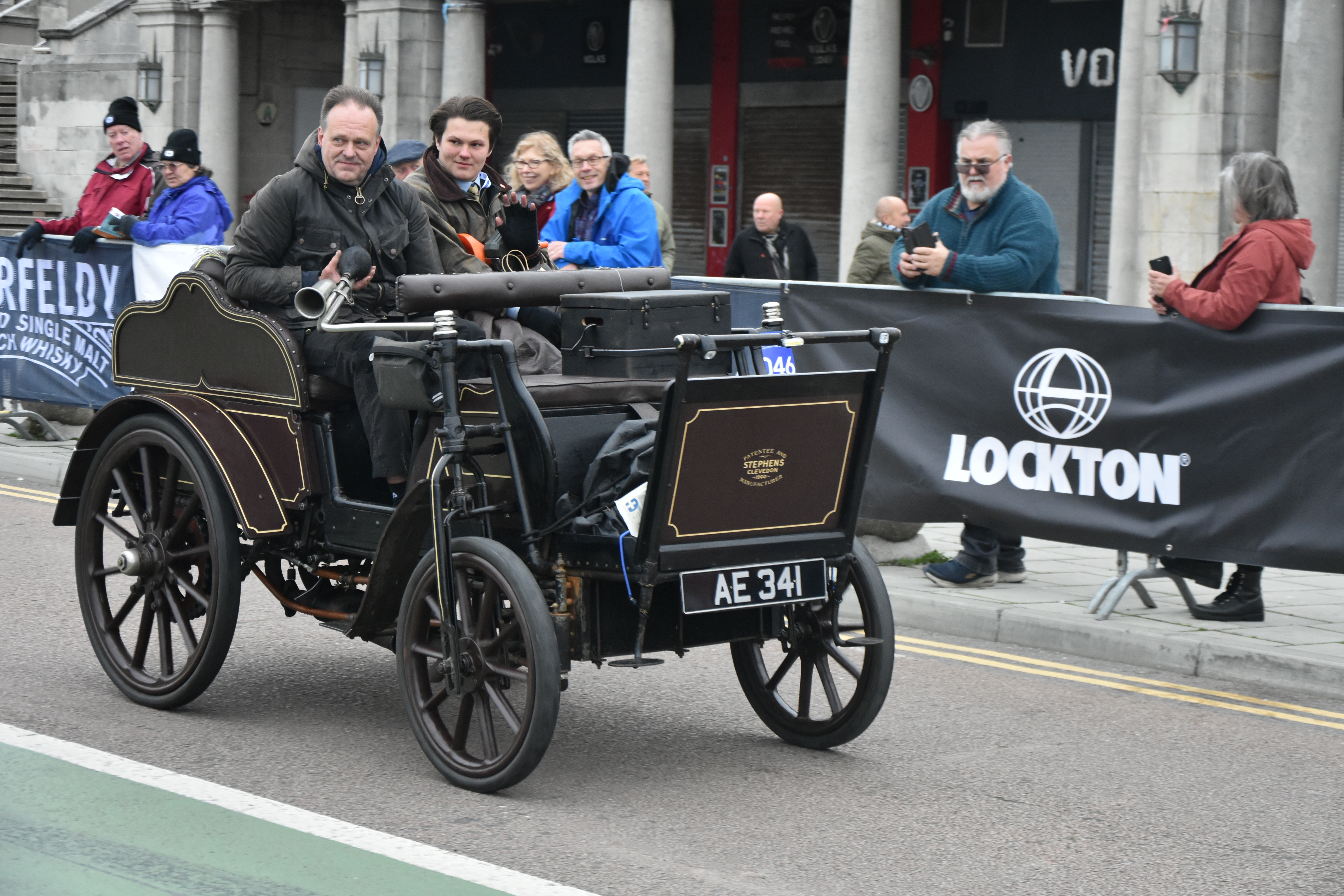
Stephens von 1900

Stephens war ein britischer Hersteller von Automobilen.

## Unternehmensgeschichte
Der Ingenieur R. Stephens begann 1898 in Clevedon in Somerset mit der Produktion von Automobilen. 1900 endete die Produktion.

## Fahrzeuge
Es wurden zwei verschiedene Modelle hergestellt. Das eine war der 8 HP mit einem Zweizylinder-Heckmotor in der Karosserieform Dogcart, das andere ein Bus mit 9 Sitzen.
Ein Fahrzeug dieser Marke gehört zur Sammlung von Leonardslee Gardens in Lower Beeding bei Horsham. Dieses sowie ein zweites Fahrzeug dieser Marke nehmen gelegentlich am London to Brighton Veteran Car Run teil.